# エマーソン弦楽四重奏団

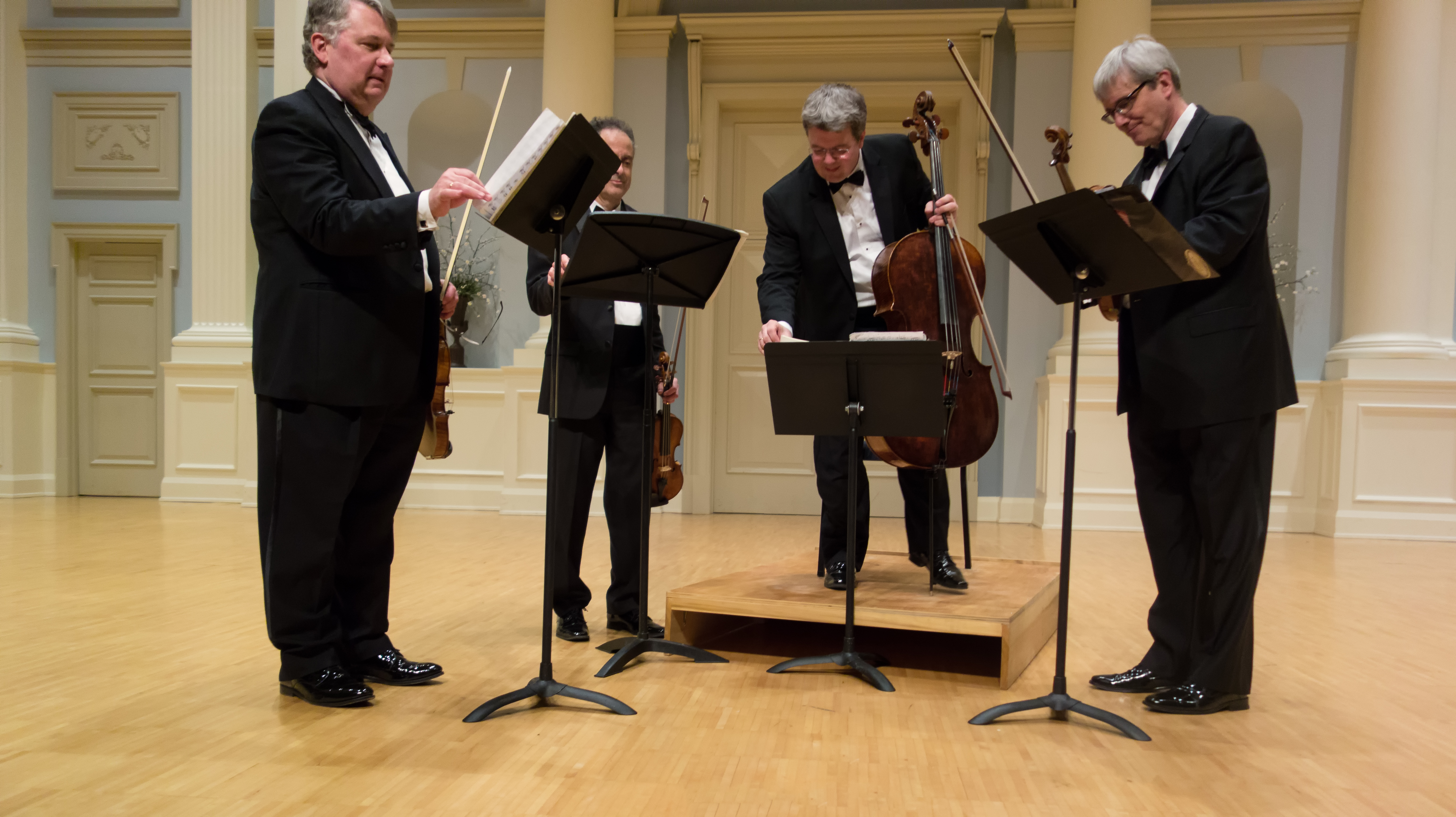
エマーソン弦楽四重奏団 (2014年)

エマーソン弦楽四重奏団（Emerson String Quartet）は、1976年から2023年まで活動したアメリカ合衆国の弦楽四重奏団。

## 経歴
1976年にジュリアード音楽院内で結成され、1977年のヴァーモント音楽祭で初めて公開演奏を行った。創設以来ニューヨーク州を拠点として活動を続けた。ドイツ・グラモフォン・レーベルと専属契約を結んで30枚以上のアルバムを発表し、9つのグラミー賞（7つの最優秀室内楽録音賞、2つの最優秀クラシック・アルバム賞）を受賞している。2002年からはストーニーブルック大学の常駐の弦楽四重奏団として教育活動を行っている。
陰影に富んだ表現と軽やかなリズム感を特徴とし、ドビュッシーやラヴェル、アイヴズ、バルトーク、グリーグ、ショスタコーヴィチ、バーバーなどの近現代作品を得意とする。第1と第2のヴァイオリンが曲によって交代するのが大きな特徴。カルテットの名前は、アメリカの詩人・哲学者ラルフ・ワルド・エマーソンに因んでいる。
2021年、エマーソン弦楽四重奏団は2023年10月末に解散することを公表した。活動期間は47年間にわたる。2023年にラストアルバム「終わりなき航海 (Infinite Voyage)」を発表した。曲はシェーンベルクの弦楽四重奏曲第2番その他。NPR Musicの「Tiny Desk Concerts」に出場したのが最後の公開演奏となった。

## 団員
- ユージーン・ドラッカー（1952年生まれ）：ヴァイオリン
- フィリップ・セッツァー（1951年生まれ）：同

（第1ヴァイオリンと第2ヴァイオリンを固定しない体制をとり、曲によって二人は交代する）
- ローレンス・ダットン（1954年生まれ）：ヴィオラ（第2代、1977年～）
  - グィルエルモ・フィグエロン（同 初代）
- ポール・ワトキンス（￼￼1970年生まれ）：チェロ （第3代、2013年～）
  - デイヴィッド・フィンケル（1951年生まれ）（同 第2代） （1979年～2012年）
  - エリック・ウィルソン（同 初代）

## 録音
- ドヴォルザーク：弦楽四重奏曲第12番「アメリカ」 / スメタナ：弦楽四重奏曲第1番「わが生涯より」（1990）Book-Of-The-Month Records
- ブラームス：弦楽四重奏曲第1番 作品51 / シューマン：弦楽四重奏曲第3番イ長調 作品41（1990）Book-Of-The-Month Records
- ボロディン：弦楽四重奏曲第2番ニ長調 / チャイコフスキー：弦楽四重奏曲第1番 作品11（1990）Book-Of-The-Month Records
- ドビュッシー：弦楽四重奏曲 作品10ト短調 / ラヴェル：弦楽四重奏曲ヘ長調（1990）Book-Of-The-Month Records
- ピストン：弦楽四重奏、管楽器と打楽器のための協奏曲（1990）Composers Recordings, Inc.
- カウエル：「ユーフォメトリック」 / ハリス：一つの主題による3つの変奏曲 （弦楽四重奏曲第2番）（1990）New World Records
- アンドリュー・インブリー（英語版）：弦楽四重奏曲第4番 / シュラー：弦楽四重奏曲第2番（1990）New World Records
- ベートーヴェン：弦楽四重奏曲第16番 作品135ヘ長調 / シューベルト：弦楽四重奏曲第15番 D887（1990）ドイツ・グラモフォン
- モーツァルト：弦楽四重奏曲 変ロ長調 K.458「狩り」、ハ長調 K.465「不協和音」 / ハイドン：弦楽四重奏曲第77番「皇帝」（1990）ドイツ・グラモフォン
- ベートーヴェン：弦楽四重奏曲第11番 作品95ヘ短調 / シューベルト：弦楽四重奏曲第14番 D810「死と乙女」（1990）ドイツ・グラモフォン
- バルトーク：弦楽四重奏曲全集（1990）ドイツ・グラモフォン
- モーツァルト：ハイドン四重奏曲（全曲）（1992）ドイツ・グラモフォン
- モーツァルト：フルート四重奏曲（1992）ドイツ・グラモフォン
- プロコフィエフ：弦楽四重奏曲第1番＆第2番、2つのヴァイオリンのためのソナタ（1992）ドイツ・グラモフォン
- シューベルト：弦楽五重奏曲 D956（1992）ドイツ・グラモフォン
- アメリカン・オリジナル：アイヴズとバーバーの弦楽四重奏曲（1993）ドイツ・グラモフォン
- アメリカ現代作品集：ハービソン、ワーニック（英語版）、シュラー（1994）ドイツ・グラモフォン
- ドヴォルザーク：弦楽五重奏曲 作品97変ホ長調（1994）ドイツ・グラモフォン
- モーツァルト：弦楽四重奏曲 K.421（1995）ドイツ・グラモフォン
- ヴェーベルン：弦楽四重奏のための作品集 /　弦楽三重奏曲 作品20（1995）ドイツ・グラモフォン
- シューマン：ピアノ五重奏曲 作品44 / ピアノ四重奏曲 作品47（1996）ドイツ・グラモフォン
- ベートーヴェン：弦楽四重奏曲全集（1997）ドイツ・グラモフォン
- 「Beethoven: Key to the Quartets」（1997）ドイツ・グラモフォン （ベートーヴェンの四重奏曲からの抜粋）
- メイヤー：弦楽五重奏曲 / ローレム（英語版）：弦楽四重奏曲第4番（1998）ドイツ・グラモフォン
- カート・カチョッポ（英語版）：Monsterslayer（1998）Capstone Records
- シューベルト：弦楽五重奏曲 / 後期四重奏曲（1999）ドイツ・グラモフォン
- モーツァルト：クラリネット五重奏曲 / ブラームス：クラリネット五重奏曲（1999）ドイツ・グラモフォン
- ショスタコーヴィチ：弦楽四重奏曲全集（2000）ドイツ・グラモフォン
- ハイドン・プロジェクト（2001）ドイツ・グラモフォン（ハイドンの弦楽四重奏曲から7曲を選んだもの）
- 「エマーソン・アンコール」（2002）ドイツ・グラモフォン（オムニバス）
- バッハ：フーガの技法 BWV1080（2003）ドイツ・グラモフォン
- ハイドン：十字架上のキリストの最後の7つの言葉（2004）ドイツ・グラモフォン
- メンデルスゾーン：弦楽四重奏曲全集（2005）ドイツ・グラモフォン
- 「親密な声」（2006）ドイツ・グラモフォン（グリーグ：弦楽四重奏曲、シベリウス：弦楽四重奏曲 作品56、ニールセン：若き芸術家の棺の傍らで）
- マッチ売りの少女（英語版）（2007）ディズニー（ボロディン：弦楽四重奏曲第2番より第3楽章「夜想曲」）
- ブラームス：弦楽四重奏曲全集（2007）ドイツ・グラモフォン
- バッハ：フーガ（2008）ドイツ・グラモフォン（平均律クラヴィーア曲集の四声のフーガを弦楽四重奏曲に編曲したもの）
- 「親密な手紙」（2009）ドイツ・グラモフォン（ヤナーチェク：弦楽四重奏曲第1番、第2番 / マルティヌー：3つのマドリガル）
- 「旧世界・新世界」（2010）ドイツ・グラモフォン（ドヴォルザークの弦楽四重奏曲第10-14番、『糸杉』、弦楽五重奏曲第3番）
- モーツァルト：プロイセン四重奏曲（2011）ソニー・クラシカル
- 「Journeys: Tchaikovsky, Schönberg」（2013）ソニー・クラシカル（チャイコフスキー：弦楽六重奏曲 / シェーンベルク：浄められた夜）
- ベルク：抒情組曲 / ヴェレス：ブラウニングのソネット / ツァイスル：来たれ、汝甘き死の時よ（2015）デッカ・レコード
- エマーソン弦楽四重奏団：ドイツ・グラモフォン録音全集（2016）ドイツ・グラモフォン（全52枚組のCD）
- 「シャコンヌとファンタジア：ブリテンとパーセルの音楽」（2017）デッカ・レコード
- 「ニューヨーク・コンサート」（2019）ドイツ・グラモフォン（キーシンと共演。モーツァルト:ピアノ四重奏曲第1番、フォーレ：ピアノ四重奏曲第1番、ドヴォルザーク：ピアノ五重奏曲第2番）
- シューマン：弦楽四重奏曲全曲（2020）Pentatone

## 参考書籍
- The Emerson String Quartet, Converging Lines： The Extraordinary Story of the Emerson String Quartet's First 25 Years, ISBN 1899332685, Risk Waters Group